# Gabdrachman Kadyrov
Gabdrachman Fajzurachmanovič Kadyrov (rusky Габдрахман Файзурахманович Кадыров; 27. ledna 1941 Šatura, Sovětský svaz – 31. července 1993 Soči, Rusko) byl sovětský plochodrážní jezdec, šestinásobný mistr světa a mistr Evropy na ledové ploché dráze. Po vystudování leningradského Ústavu tělesné kultury léta trénoval ufský prvoligový tým Baškirija, byl také trenérem sovětské reprezentace. Působil také jako sportovní komentátor a mezinárodní rozhodčí. Zemřel 31. července 1993 na mrtvici a byl pohřben na muslimském hřbitově v Ufě.